# Plouénan
Plouénan é uma comuna francesa na região administrativa da Bretanha, no departamento Finisterra. Estende-se por uma área de 30,6 km². Em 2010 a comuna tinha 2 577 habitantes (densidade: 84,2 hab./km²).